# Itziar Okariz
Itziar Okariz (San Sebastián, 21 de abril de 1965) es una artista española que vive actualmente en Bilbao.

## Trayectoria artística
Estudió escultura y pintura en la Universidad del País Vasco y se licenció en 1990.

Su obra utiliza tanto fotografías como videoinstalaciones y performance, inspirándose en las formas del Internacional Situacionismo. Su trabajo a menudo se ha caracterizado por la producción de acciones que cuestionan normativas en torno al lenguaje y la producción de los signos que nos definen como sujetos. Aunque se define como "ciudadana feminista", a menudo se la define como una artista feminista aunque ella no está de acuerdo con la etiqueta:
“no me gusta definirme como artista feminista porque considero que contextualiza el trabajo en un margen muy estrecho que es el de lo específico”.
En 2018 con motivo del 40 aniversario de la Constitución española su vídeo Irrintz. Repetición 90, 91, 92, 93, 94, 95, 96 (2001-2002) fue seleccionada entre las obras procedentes del Museo Centro de Arte Reina Sofía para estar representada en la exposición El poder del arte, ubicada en los edificios del Congreso de los Diputados y del Senado.

## Premios
En 1993 recibió el tercer premio en el Certamen de Artistas Noveles en San Sebastián y en 1995 el primer premio en Gure Artea del País Vasco.

## Selección de trabajos
Ha exhibido muchos de sus trabajos en países tanto de Europa como de los Estados Unidos.
- Caras (videoinstalación, 1999)
- Publicación Itziar Okariz (Vitoria : Servicio Central de Publicaciones del Gobierno Vasco, 2001)
- Mear en espacios públicos o privados / Peeing in Public or Private Spaces
- Trepar edificios
- "Irrintzi" (Exposición Chacun à son goût, Guggenheim Museo Bilbao, 2007)